# Everybody (песен)
„Everybody“ (на български: Всички) е песен, която е победител на Евровизия 2001 в Копенхаген, Дания, изпълнена на английски език от Танел Падар, Дейв Бентън и „2XL“, представляващи Естония. Песента е изпълнена под номер 20 в конкурсната програма, следвайки Германия и предшествайки Малта. При окончателното приключване на гласуването, песента получава общо 198 точки.
Естония е първата страна от бившия Съветски съюз, която успява да спечели песенния конкурс. По-рано, Танел Падар е бил беквокалист на Естония през 2000 г. в Стокхолм, Швеция, като тогава естонската представителка е била тогавашната му приятелка Инес.
Танел Падар и Дейв Бентън имат за беквокалисти момчешката група „2XL“.